# Pylaisiadelpha sharpii
Pylaisiadelpha sharpii là một loài rêu trong họ Sematophyllaceae. Loài này được H.A. Crum mô tả khoa học đầu tiên năm 1986.